# Zalew Szczeciński
Zalew Szczeciński (niem. Stettiner Haff, Oderhaff, Pommersches Haff) – zalew, laguna przybrzeżna, zatoka Morza Bałtyckiego w jego południowej części.
Akwen położony jest na terytoriach Polski i Niemiec i obejmuje powierzchnię od 666,5 do 687 km² (część polska: 410 km²). Uchodzi do niego rzeka Odra, dzięki czemu akwen jest częścią jej rozbudowanego systemu ujściowego.

## Klasyfikacja akwenu
Wpływ na charakter akwenu mają morfologia, hydrodynamika i charakter sedymentacji. Wbrew obiegowym opiniom Zalew Szczeciński nie jest estuarium Odry, lecz laguną przybrzeżną. Cechą większości lagun jest cyrkulacja wody spowodowana przeważnie poprzez wiatr.
Odebrane wody rzeczne Odry i Wkry, a także wody morskie wpływające przez cieśninę Świnę kierowane są zasadniczo przez wiatr, którego duże znaczenie ma szybkość i kierunek. Zalew Szczeciński spełnia kryteria tzw. ograniczonej laguny według klasyfikacji Kjerfve’a i Magilla z 1989 roku, czyli: obecność wielu wypływów, brak dużego rozwarstwienia wód (między słodkimi i słonymi), duże znaczenie wiatru na cyrkulację wody. Zalew Szczeciński można także uznać za lagunę częściowo zamkniętą według klasyfikacji Nicholsa i Allena z 1981 roku: wydłużona bariera odgradzająca od morza, połączonego z nim poprzez wąskie wypływy, ograniczona wymiana wód z morzem, małe pływy morskie, osadzenie się piasku w części najbliższej morzu, akumulacja mułu w pozostałej części.

## Położenie
Powierzchnia akwenu wynosi według różnych publikacji od 666,5 do 687 km². Zalew osiąga długość 55 km i szerokość 22 km.

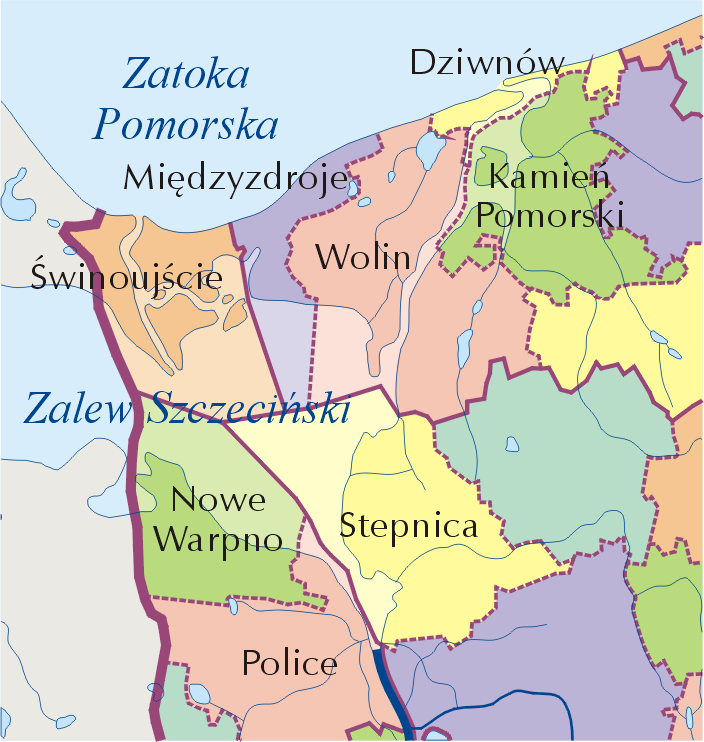
Podział administracyjny polskiej części zalewu

Przez zalew przebiega granica polsko-niemiecka, dzieląc go na dwie części. Wody zalewu po stronie polskiej należą do czterech powiatów w woj. zachodniopomorskim (powiat policki, powiat goleniowski, powiat kamieński i gminy z prawami powiatu Świnoujście). Wody zalewu po stronie niemieckiej należą do powiatu Vorpommern-Greifswald w kraju związkowym Meklemburgia-Pomorze Przednie.
Formalnie według prawa morza zalew zalicza się do morskich wód wewnętrznych.
Zalew Szczeciński jest najbardziej na południe wysuniętą zatoką Morza Bałtyckiego, od którego jest oddzielony wyspami Uznam i Wolin. Zalew jest połączony z morzem poprzez 3 cieśniny: Pianę na zachodzie, Świnę między Uznamem a Wolinem, a także Głęboki Nurt i Dziwnę na wschodzie. Jego brzegi ograniczają takie mezoregiony jak: Równina Wkrzańska, Dolina Dolnej Odry, Równina Goleniowska, Wybrzeże Trzebiatowskie oraz wyspy Uznam i Wolin.
W Zalewie Szczecińskim wyróżnia się dwie duże części: niemiecki Mały Zalew (Kleines Haff) na zachodzie i polski Wielki Zalew na wschodzie, a także zatoki i mielizny. Głównymi zatokami Zalewu Szczecińskiego są: Zatoka Nowowarpieńska, Zatoka Skoszewska i Roztoka Odrzańska do której uchodzi Odra. Pomniejsze zatoki to: Boleń, Diabły, Krzecki Zalew, Zatoka na Palach. Wyróżnia się także Wielkomękowską Głębię.
Mielizny Zalewu Szczecińskiego: Mielizna Kopicka, Krzecka Mielizna, Krzecki Wyskok, Mielizna Osiecka, Płocińska Mielizna, Pomorska Mielizna, Wolińska Mielizna, Wyskok Warpieński, Mielizna Rzepczyńska (niem. Repziner Haken), Hart Schaar, Kamig-Haken, Ueckerhaken, Borken-Haken, Göschenbrinks-Fläche.
Poza wyspami, które oddzielają Zalew od Morza Bałtyckiego – Uznamem, Wolinem i kilkunastoma wyspami delty Świny – na zalewie leży jeszcze kilka wysp. W części niemieckiej są to tylko dwie mielizny, które nieznacznie wychynęły ponad poziom wody, jedną z nich jest Groß Bockkamp, druga leży u brzegu wyspy Uznam nieopodal osady Karnin (części miasta Usedom). W części polskiej znajdują się Łysa Wyspa zamykająca jezioro Nowowarpieńskie oraz Wyspa Adamowa (Wichowska Kępa) na Roztoce Odrzańskiej, a także dwie sztuczne wyspy, usypane z urobku wybranego z dnia podczas prac pogłębiarskich: Chełminek i Wyspa Refulacyjna, obie położone nieopodal Trzebieży, u wylotu Roztoki Odrzańskiej.
W 2019 r. podczas pogłębiania toru wodnego Szczecin – Świnoujście rozpoczęto usypywanie dwóch kolejnych wysp na Zalewie. Większa, Wyspa Tadeusza Przygody-Wronowskiego, powstaje we wschodniej części Zalewu nieopodal wsi Czarnocin i ma być wykorzystywana jako pole refulacyjne również w przyszłości. Mniejsza, Wyspa Jana Zabawy-Wróblewskiego, powstaje na południe od wysp Karsibór i Wielki Krzek i po zakończeniu w 2022 r. prac ma zostać zalesiona i przeznaczona na ptasi rezerwat. Nazwy, wybrane w plebiscycie Ministerstwa Gospodarki Morskiej i Żeglugi Śródlądowej, nie zostały jeszcze oficjalnie zatwierdzone.

## Hydrologia
| Głębokość [m] | Powierzchnia dna [km²] | Część pow. dna [%] |
| ------------- | ---------------------- | ------------------ |
| 0–1           | 43,7                   | 6,6%               |
| 1–2           | 114,1                  | 17,1%              |
| 2–3           | 94,6                   | 14,2%              |
| 3–4           | 64,1                   | 9,6%               |
| 4–5           | 160,7                  | 24,1%              |
| 5–6           | 161,6                  | 24,2%              |
| 6–7           | 20,7                   | 3,1%               |
| 7–8           | 2,4                    | 0,4%               |
| 8–9           | 1,1                    | 0,2%               |
| powyżej 9     | 3,5                    | 0,5%               |
| Razem (Σ)     | 666,5                  | 100%               |

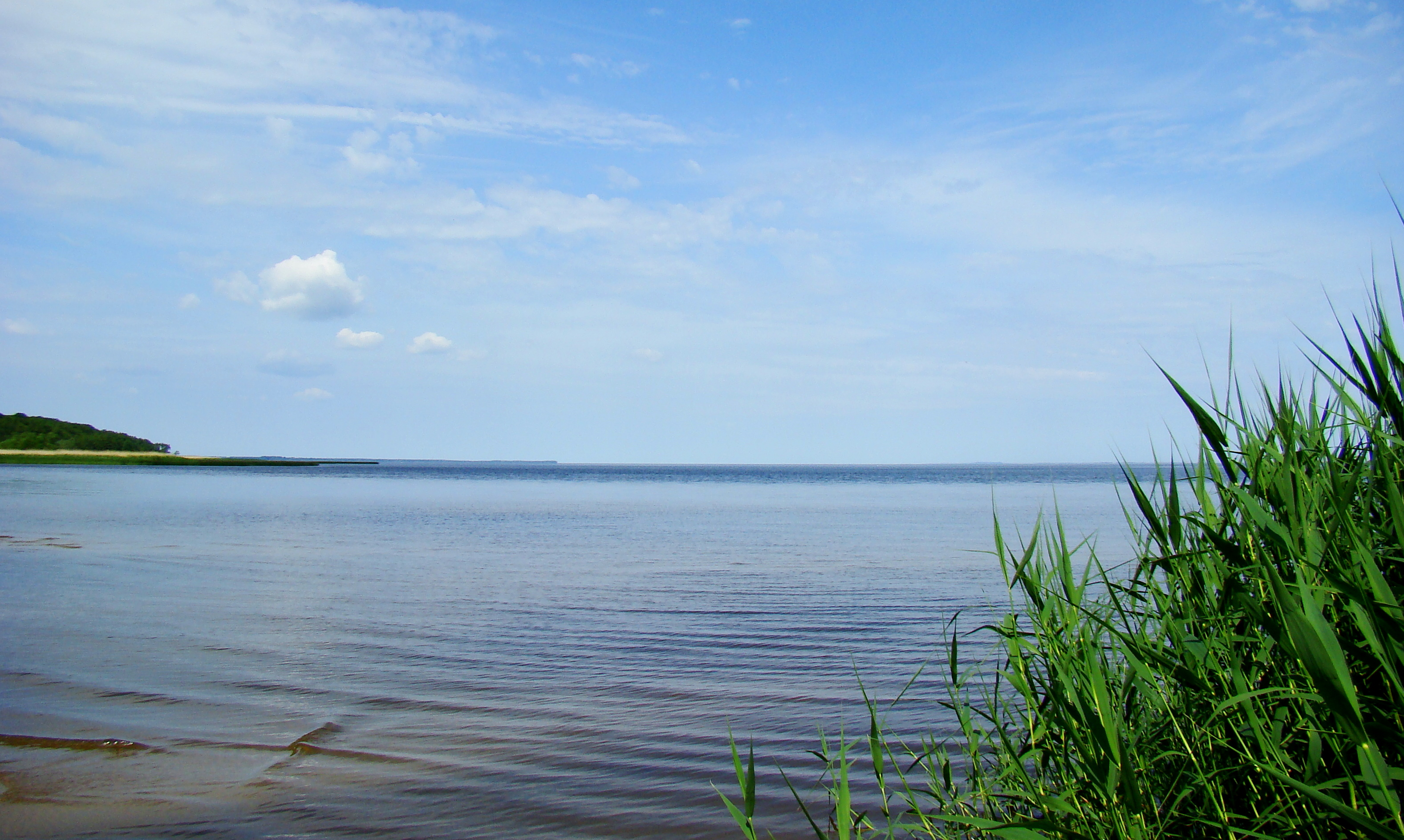
Zachodni brzeg Zalewu Szczecińskiego

Średnia głębokość zalewu jest na poziomie 3,8 m. Największa naturalna głębokość sięga 8,5 m, jednak średnia głębokość sztucznego toru wodnego Szczecin-Świnoujście wynosi 10,5 m. Objętość wody w zbiorniku równa jest 2,5825 km³.
Wody zalewu należą do wód brachicznych, co jest spowodowane utrudnioną wymianą wód morskich przez wąskie cieśniny oraz dużym dopływem wody słodkiej z rzek (średnio rocznie 18 km³).
Zasolenie w środkowej części zalewu waha się od 0,5‰ do 2‰. Okresowy napływ wody z Zatoki Pomorskiej o zasoleniu 6‰ odbywa się poprzez cieśninę Świnę. Słona woda zwykle nie wypływa poza obszar delty wstecznej Świny, lecz czasem jej silny prąd może wpłynąć do zalewu na długości kilku kilometrów.
Zasolenie akwenu zależy głównie od położenia i głębokości. Według badań dokonanych w 2003 roku na centralnym obszarze polskiej części Zalewu Szczecińskiego, tzw. Wielkiego Zalewu – wody przydenne były wyraźnie bardziej zasolone od wód powierzchniowych przy czym najbardziej zasolone były wody przydenne w południowo-wschodniej części Zalewu (obszar na północny zachód od Mielizny Kopickiej). W przypadku wód powierzchniowych bardziej zasolone były wody w północnej części Zalewu, co jest spowodowane spływaniem słonej wody z Zatoki Pomorskiej przez cieśninę Świnę. Zasolenie zalewu jest najniższe na Roztoce Odrzańskiej, do której uchodzi rzeka Odra.

## Zlewnia
Średnia roczna ilość wody rzeki Odry, która zasila Zalew Szczeciński wynosi 17 km³, co stanowi 94% jego bilansu wodnego.
Do Małego Zalewu (w Niemczech) uchodzą rzeki Wkra (niem. Uecker) i Zarow, do Wielkiego Zalewu – Odra, Gowienica, Karwia Struga, Karpina, Łącki Rów, Kanał Czarnociński, Kanał Śmieciowy i Kanał Torfowy. Na granicy polsko-niemieckiej do Jeziora Nowowarpieńskiego uchodzi struga Myśliborka.
Odpływ wód z zalewu do Morza Bałtyckiego odbywa się poprzez 3 cieśniny. Po uwzględnieniu siły wiatru, zmian poziomu wód, wskaźników zasolenia wyliczono proporcje odpływu dla poszczególnych cieśnin: Świna – 69%, Piana – 17% i Głęboki Nurt–Dziwna – 14%.

## Warunki atmosferyczne

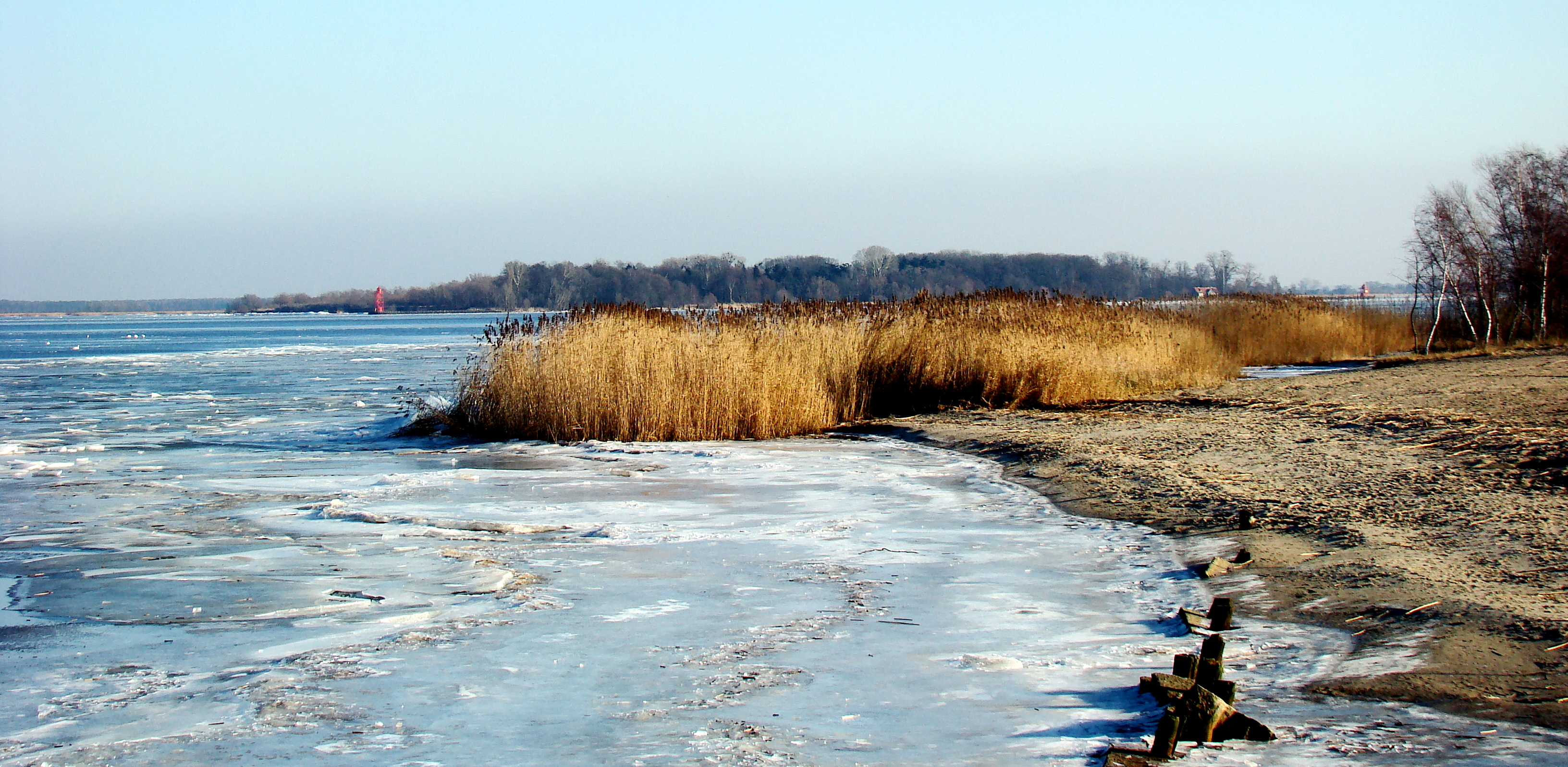
Zalew Szczeciński zimą

Średnia roczna temperatura wody wynosi 11 °C, a maksymalna 26 °C (dane 1989–2000).

## Przyroda
- Woliński Park Narodowy

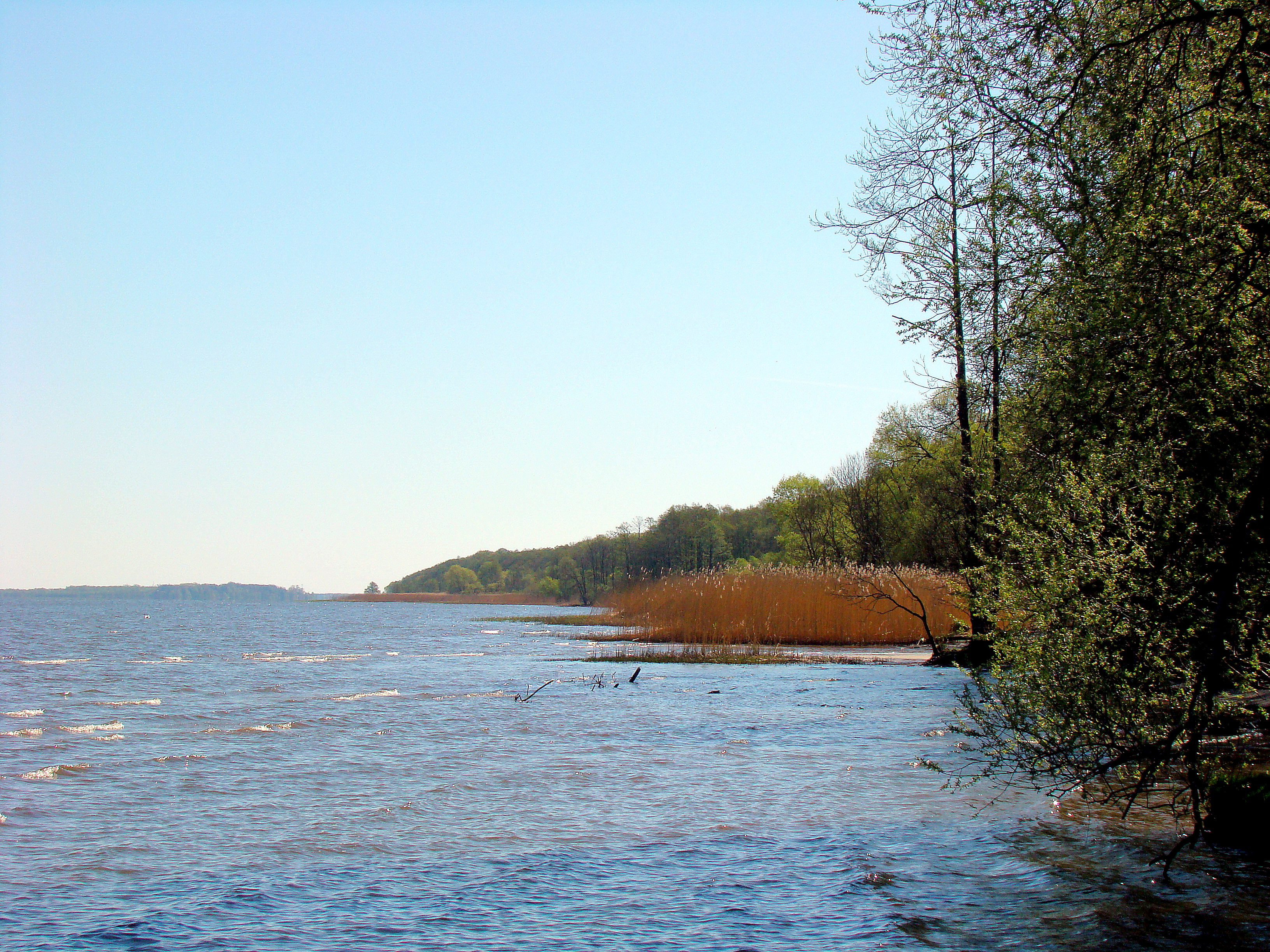
Zalew Szczeciński, widok w kierunku południowym

- obszary Natura 2000: Ujście Odry i Zalew Szczeciński PLH320018, Wolin i Uznam PLH320019, Zalew Szczeciński PLB320009,
- rezerwaty przyrody: rezerwat przyrody Czarnocin, rezerwat przyrody Białodrzew Kopicki.
- użytek ekologiczny: użytek ekologiczny Łysa Wyspa,
- inne: Karsiborska Kępa i Wyspy Bielawka (społeczne rezerwaty OTOP), Park Natury Zalewu Szczecińskiego (społeczny obszar chroniony Stowarzyszenia na rzecz Wybrzeża).

## Zagospodarowanie

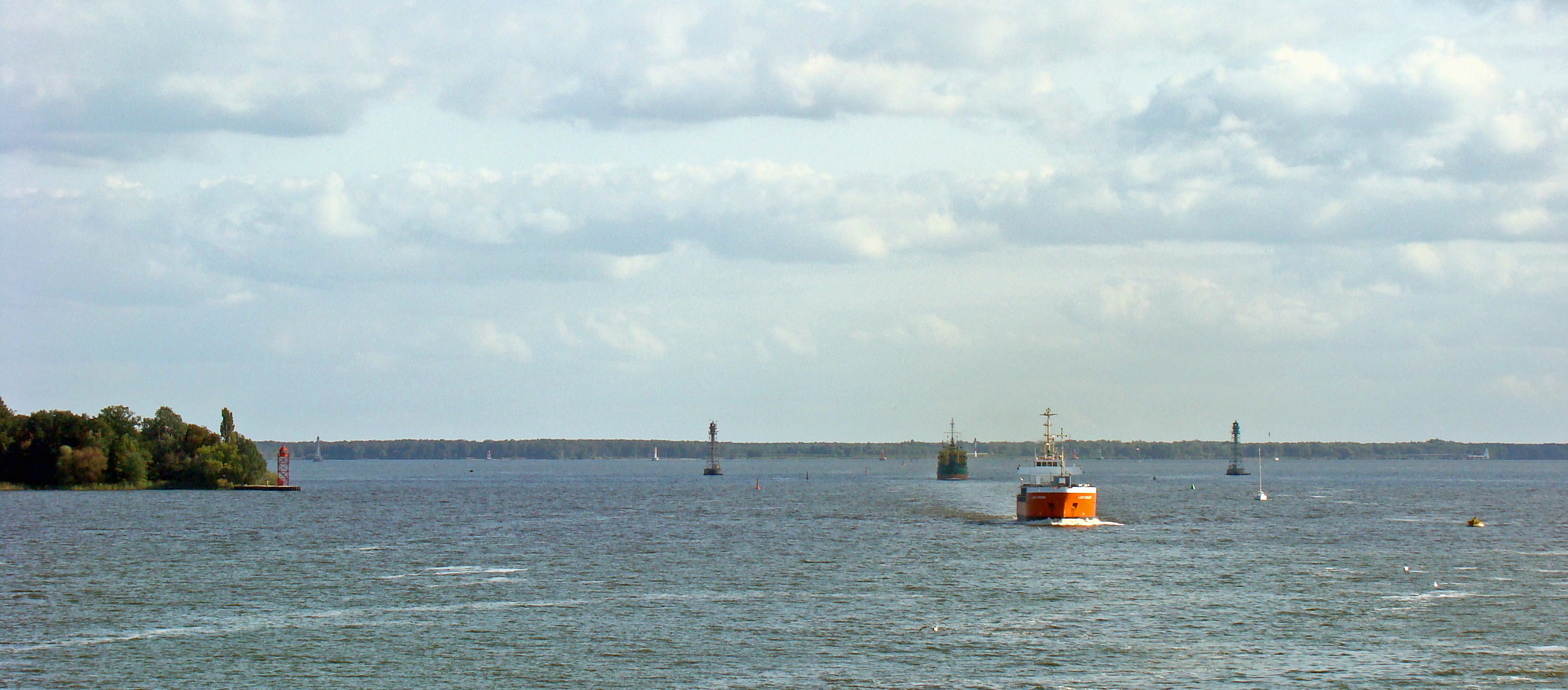
Statki na torze wodnym Szczecin-Świnoujście w Policach, widok w kierunku Roztoki Odrzańskiej, z lewej wyspa Chełminek

Od ujścia Odry do Kanału Piastowskiego (przekop przez Uznam do środkowej Świny) przebiega przez Zalew Szczeciński tor wodny Świnoujście–Szczecin. Długość odcinka toru prowadzącego przez Zalew wynosi 19,5 km, głębokość 10 m. Wytyczony został pod koniec XIX w. Pogłębiony i wyprostowany w XX w. Umożliwia on pływanie statkom wodnym ze Świnoujścia do Szczecina. Tor jako część handlowej drogi morskiej wymaga stałej kontroli i pogłębiania, a w okresie zlodzenia dozorowania przez lodołamacze.
Nad polskim brzegiem Zalewu Szczecińskiego położone są 3 porty morskie: Trzebież, Stepnica, Nowe Warpno, a w okolicznych sąsiednich akwenach (Świna, Wicko Wielkie, Dziwna, Odra) w Polsce znajduje się także 11 innych portów morskich. Nad niemieckim brzegiem porty morskie znajdują się w: Kamminke, Mönkebude, Ueckermünde. Pobliskie porty i przystanie znajdują się także na Usedomer See i w cieśninie Pianie.
Nad zalewem znajduje się wiele kąpielisk, wykorzystywanych w sezonie letnim, np. Popielewo, Nowe Warpno, Trzebież, Stepnica.

## Historia

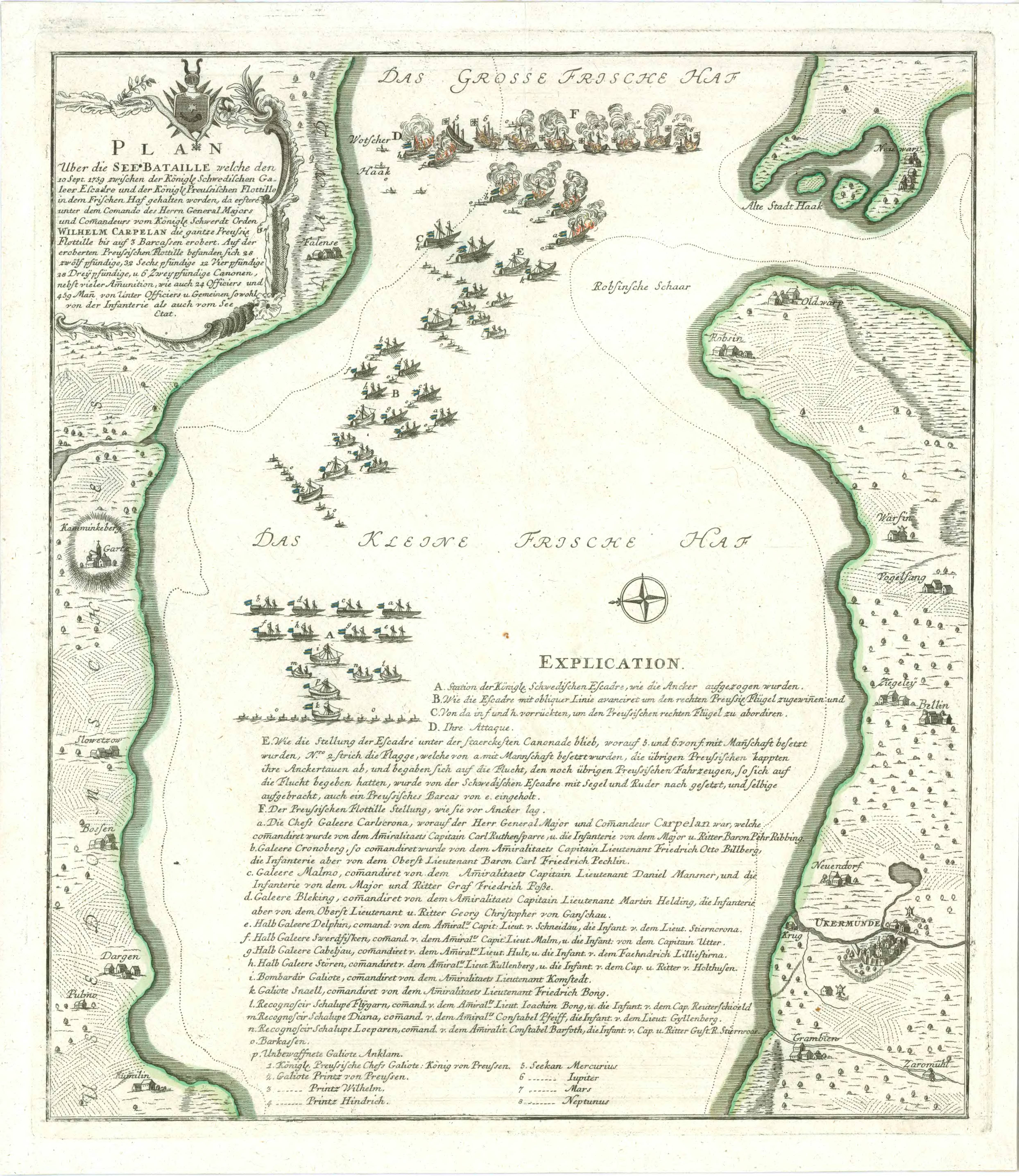
Mapa bitwy na zalewie w 1759 r.

10 września 1759 r. w czasie wojny siedmioletniej na zalewie w pobliżu Mielizny Rzepczyńskiej rozegrała się bitwa morska, w której flota Królestwa Prus przegrała ze Szwedami.
W 1875–1900 prowadzono prace związane z budową Kanału Piastowskiego i toru wodnego Świnoujście-Szczecin.

## Hydronimia

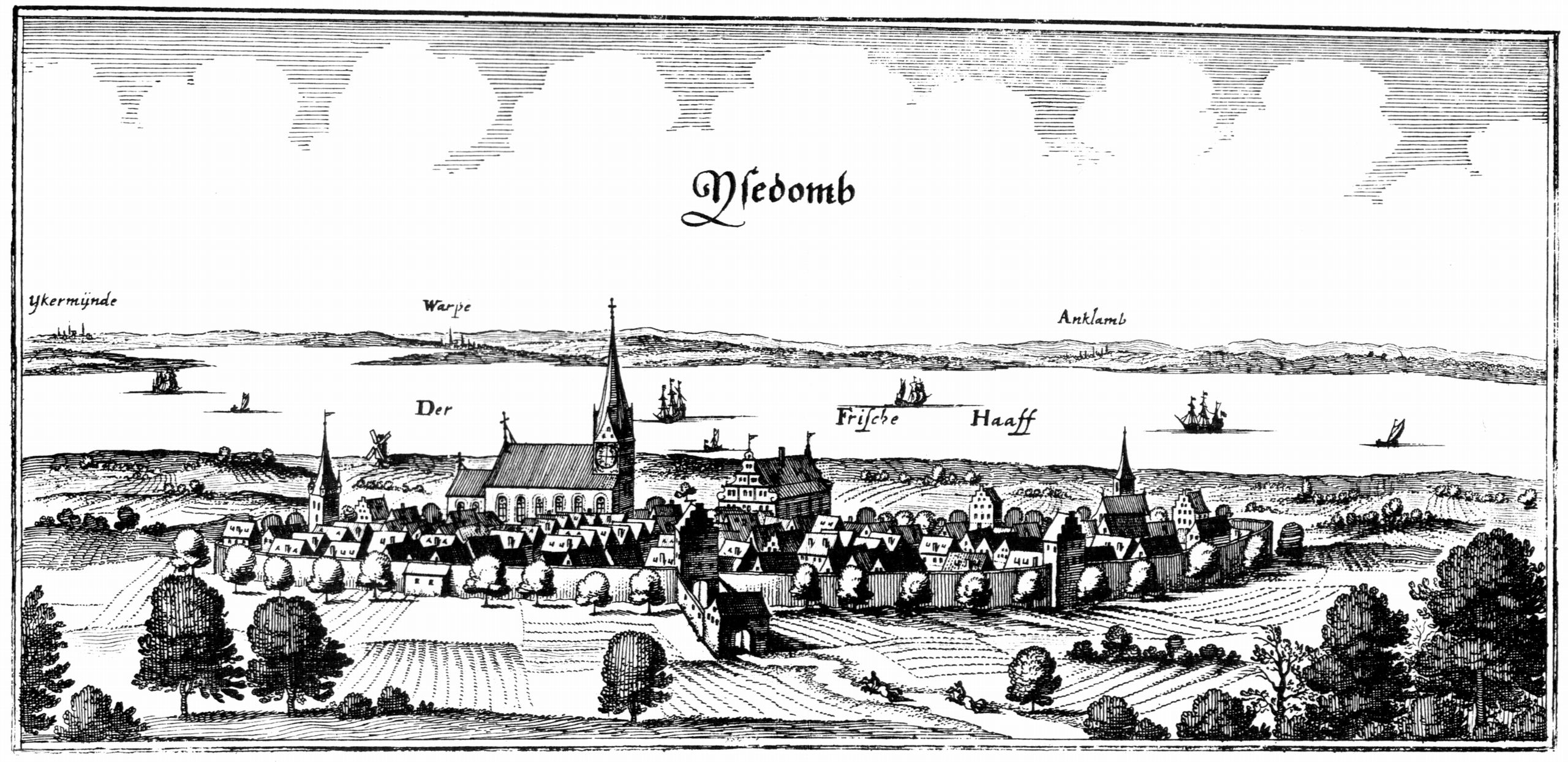
Zalew Szczeciński w okolicy Usedom na mapie Meriana (1652)

Na polskiej mapie z „Kodeksu dyplomatycznego Wielkopolski” z 1881 r. znajduje się dawna nazwa Zatoka Julińska. W Słowniku geograficznym Królestwa Polskiego z 1890 r. przedstawiono nazwę Zatoka Szczecińska.
Na mapie Wojskowego Instytutu Geograficznego z 1938 r. została przedstawiona nazwa Zalew Szczeciński. W 1949 r. została ustalona urzędowo polska nazwa Zalew Szczeciński. Mimo że zawiera ona przymiotnik od nazwy miasta Szczecin, miasto to nie jest położone nad akwenem – południowa część zalewu znajduje się w odległości ok. 10 km od północnej granicy Szczecina i ok. 20 km od centrum.

## Miejscowości nad Zalewem

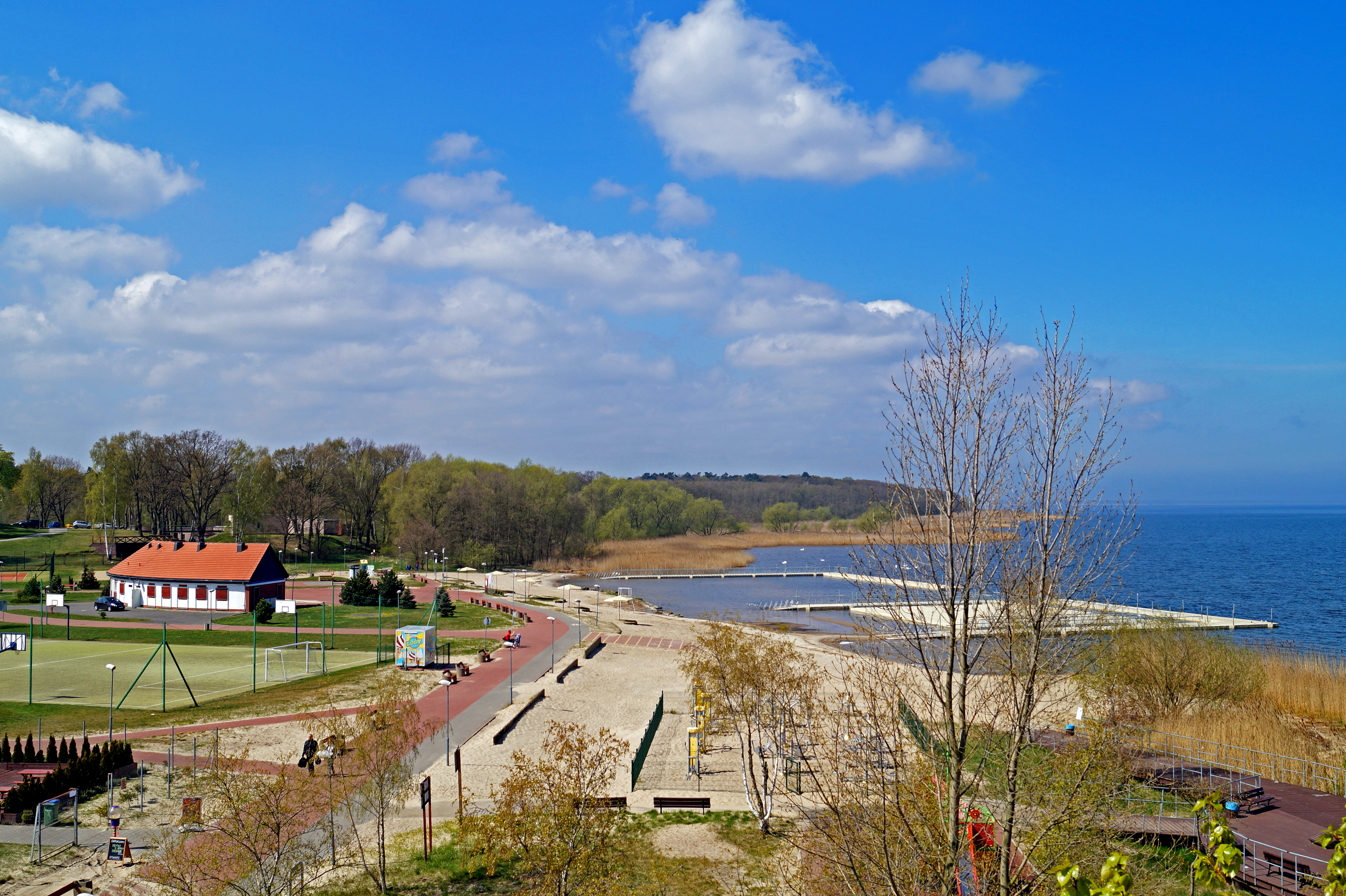
Plaża w Trzebieży

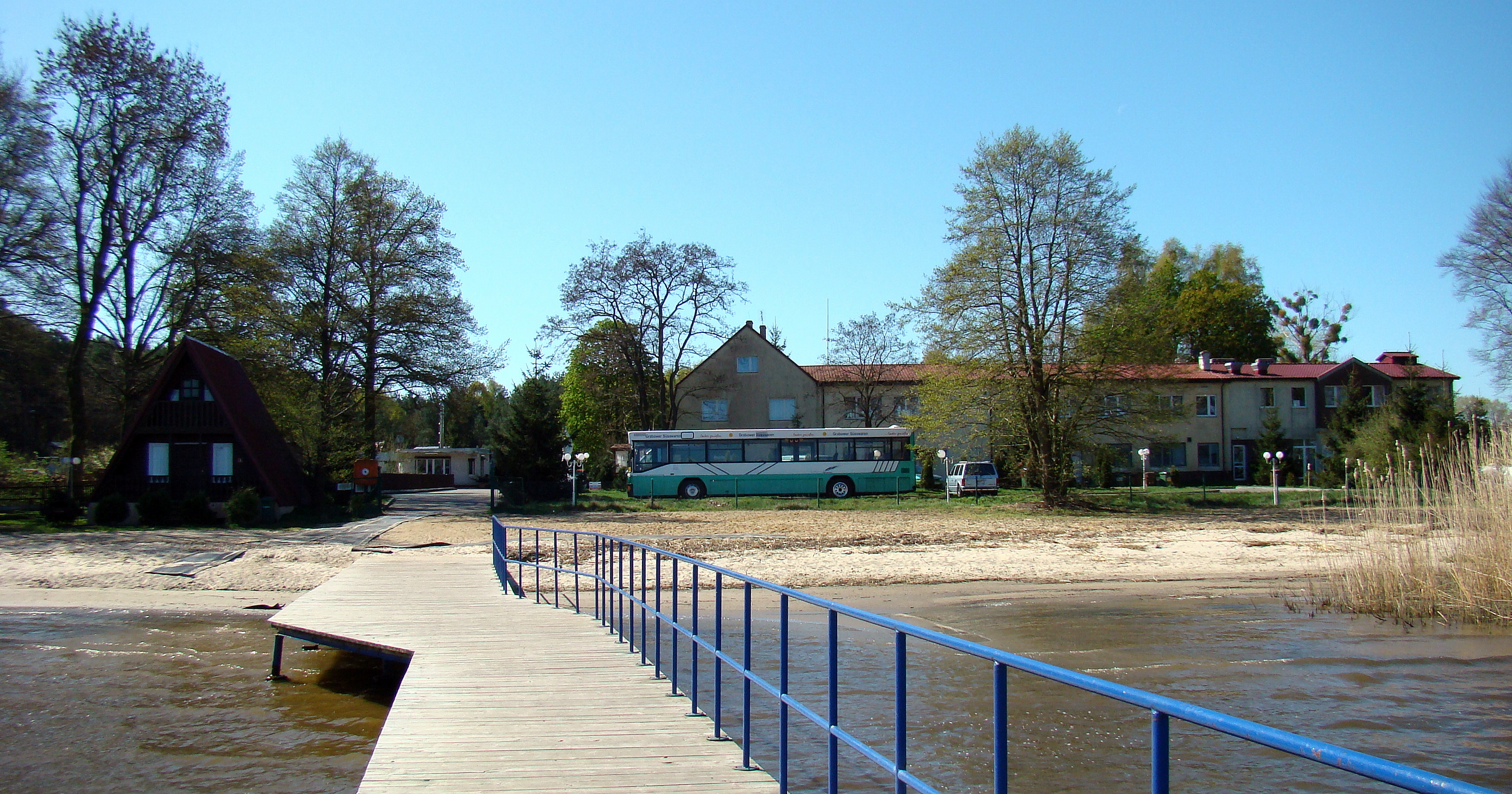
Plaża w Popielewie

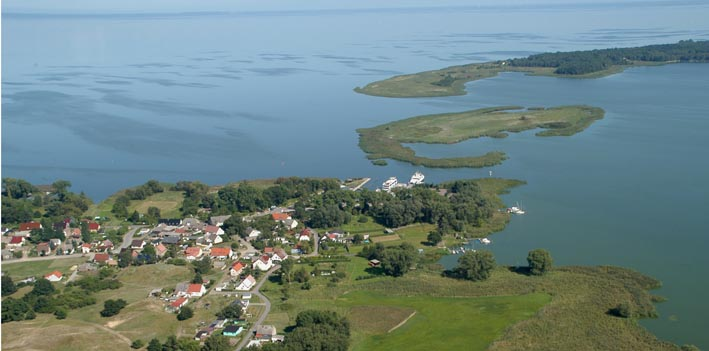
Widok na Altwarp, Wielki Zalew oraz Łysą Wyspę

### Polskie
- Miasta:
  - Nowe Warpno (Zatoka Nowowarpieńska)
  - Stepnica (Zatoka Stepnicka)
  - Świnoujście
  - Wolin
- Wsie:
  - Trzebież
  - Brzózki
  - Kopice
  - Czarnocin
  - Skoszewo
  - Płocin
  - Sułomino
  - Popielewo
  - Warnołęka
  - Karnocice
  - Lubin

### Niemieckie
- Miasta:
  - Ueckermünde (Wkryujście)
- Wsie:
  - Altwarp (Stare Warpno)
  - Vogelsang-Warsin
  - Garz
  - Kamminke